# ديفيد ناتانيال ديتريش
دافيد ناتانيل ديتريش (1799-1888) (بالإنجليزية: David Nathaniel Friedrich Dietrich)‏ هو عالم نبات ألماني. وكان ابن شقيق عالم النبات فردريش غوتليب ديتريش (1765-1850).